# 阿尔诺吉耶姆
阿尔诺吉耶姆（法語：Arnaud-Guilhem，法語發音：[aʁno ɡijɛm]）是法国上加龙省的一个市镇，属于圣戈当区。

## 地理
阿尔诺吉耶姆（43°8'34"N, 0°53'52"E）面积7.7 平方千米，位于法国奧克西塔尼大區上加龙省，该省份为法国西南部内陆省份，西南端与西班牙接壤，自此顺时针与上比利牛斯省、热尔省、塔恩-加龙省、塔恩省、奥德省和阿列日省接壤。
与阿尔诺吉耶姆接壤的市镇（或旧市镇、城区）包括：拉菲特图皮耶尔、欧扎斯、卡斯蒂永-德圣马托里、普鲁皮亚里、圣马托里。

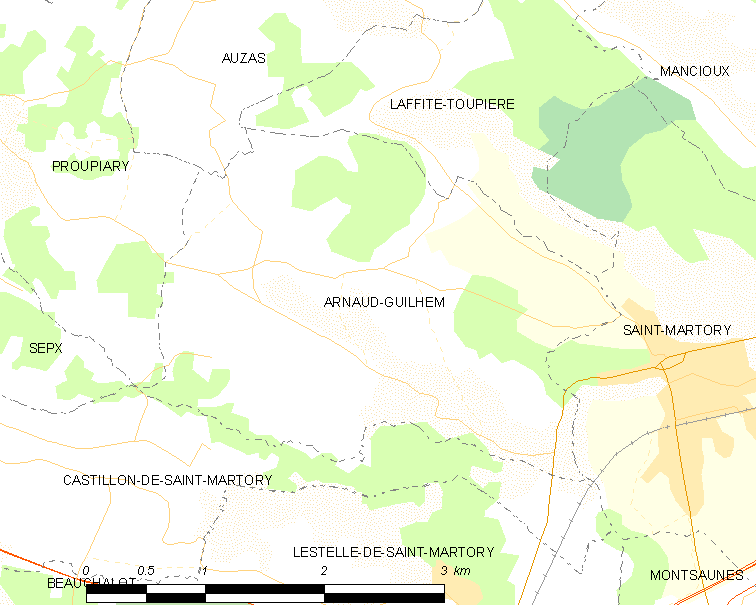
阿尔诺吉耶姆的OSM定位图

阿尔诺吉耶姆的时区为UTC+01:00、UTC+02:00（夏令时）。

## 行政
阿尔诺吉耶姆的邮政编码为31360，INSEE市镇编码为31018。

## 政治
阿尔诺吉耶姆所属的省级选区为巴涅尔德吕雄县。

## 人口

1962-2008年间阿尔诺吉耶姆人口变化图示

阿尔诺吉耶姆于2022年1月1日时的人口数量为231人。